# Aquackanonk
Aquackanonk /od ach-quoa-k-kan-nonk, a place in a rapid stream where fishing is done with a bush-net. Nelson,/ jedna od brojnih skupina Unami Indijanaca koja je 1678. naseljavala kraj uz rijeku Passaic u New Jerseyu, te u unutrašnjost, uključujući područje južno od brane Dundee Dam. Svoje plemensko područje prodaju su 1676. i 1679. Ime im se očuvalo u obliku Acquackanon, gradskom području u New Jerseyju.
Kod ranih autora navode se pod brojnim varijantama ovog imena: Acquikanong, Hackquiackanon, Hockquiackanon, Aqueckenonge i slično.

## Vanjske poveznice
- Aquackanonk Indian Tribe History